# Гарантирую жизнь
«Гарантирую жизнь» — советский художественный фильм, снятый режиссёром Борисом Степановым на киностудии «Беларусьфильм» в 1977 году.
Премьера фильма состоялась 20 февраля 1978 года.

## Сюжет
Дмитрий Радкевич и его дублёр Максим Стрельцов тестируют новую катапультную систему «Парус». Хотя тест заканчивается неудачей, представители конструкторского бюро настаивают на том, что всё в порядке. Радкевич не согласен с этим и вступает в конфликт с ними. В его личной жизни тоже не все гладко: он женился на Ольге, несмотря на то, что когда-то любил Машу. Однако семейное счастье у них не наступило — Ольга ревнует мужа и они готовы развестись. В конце концов, во время испытаний «Паруса», Дмитрий погибает.

## В ролях
- Александр Фатюшин — Митя Радкевич
- Елена Козелькова — мать
- Наталья Гундарева — Ольга
- Элле Кулль — Маша
- Юрий Горобец — Князев
- Юрий Демич — Максим Стрельцов
- Виктор Павлов — клоун
- Николай Дупак — Олешко
- Константин Степанков — Буров

## Съёмочная группа
- Сценаристы: Ирина Письменная, Роман Романов, Иван Чёрных
- Режиссёр: Борис Степанов
- Оператор: Виталий Николаев
- Художник: Вячеслав Кубарев
- Композитор: Олег Каравайчук
- Звукорежиссёр: Николай Веденеев